# 二関ひとみ
二関 ひとみ（にせき ひとみ、1988年9月13日 - ）は、山形県出身の日本のバスケットボール選手である。ポジションはセンター。

## 来歴
山形中央高校から2007年、日立ハイテクノロジーズに入社。2016年退団。

## 経歴
- 山形中央高 - 日立ハイテク（2007年〜2016年）

## 参照
1. ↑  “退団者挨拶”.   日立ハイテク クーガーズ (2016年3月23日). 2016年3月23日閲覧。